# باربارا فریس (بازیکن بسکتبال)
باربارا فریس (انگلیسی: Barbara Farris؛ زادهٔ ۱۰ سپتامبر ۱۹۷۶) بازیکن بسکتبال اهل ایالات متحده آمریکا است.